# Urocystales
De Urocystales vormen een orde van branden (Ustilaginomycetes) uit de subklasse van de Ustilaginomycetidae. Er zijn 26 soorten bekend die tot deze orde behoren.

## Taxonomie
De taxonomische indeling van de Urocystales is als volgt:
Orde: Urocystales
- Familie: Doassansiopsidaceae
- Familie: Fereydouniaceae
- Familie: Floromycetaceae
- Familie: Glomosporiaceae
- Familie: Mycosyringaceae
- Familie: Urocystaceae